# Peter Hagedorn
Peter Hagedorn (* 15. April 1941 in Berlin) ist ein deutscher Maschinenbauingenieur, Wissenschaftler und emeritierter Universitätsprofessor. 

## Werdegang
Peter Hagedorn studierte von 1959 bis 1964 Maschinenbau an der Escola Politecnica da Universidade de São Paulo. Von 1965 bis 1966 war er wissenschaftlicher Mitarbeiter an dieser Universität am Institute of Applied Mechanics (Vibrations and Fluid Mechanics). 1966 erhielt er den Doktortitel. Von 1967 bis 1969 war er wissenschaftlicher Mitarbeiter am Fachbereich Mechanik an der TH Karlsruhe (heute Karlsruher Institut für Technologie). 1969 bis 1970 war Hagedorn Gastprofessor in Rio de Janeiro. 1971 bis 1973 war er zuerst wissenschaftlicher Mitarbeiter, später Lehrender an der TH Karlsruhe. 1972 habilitierte er sich an der TH Karlsruhe. Von 1973 bis 1974 war Hagedorn Forschungspartner an der Stanford University, Dept. of Aeronautics & Astronautics. Seit dem Jahr 1974 ist er Professor an der Technische Universität Darmstadt und vertritt dort die Fächer technische Mechanik und Schwingungen in Lehre und Forschung. Weitere Gastprofessuren führten Hagedorn auch nach Berkeley, Paris, Irbid und Christchurch.

## Preise und Auszeichnungen
2017 wurde Peter Hagedorn der Dr. h. c. von der Technische Universität Łódź verliehen.

## Forschungsschwerpunkte
Dynamische Systeme, Schwingungen etc.

## Werke (Auszug)
- Hagedorn, Wallaschek: Technische Mechanik, Band 1: Statik. Europa-Lehrmittel, 2018, ISBN 978-3-8085-5901-7
- Hagedorn, Wallaschek: Technische Mechanik, Band 2: Festigkeitslehre. Europa-Lehrmittel, 2015, ISBN 978-3-8085-5691-7
- Hagedorn, Wallaschek: Technische Mechanik, Band 3: Dynamik. Europa-Lehrmittel, 2016, ISBN 978-3-8085-5693-1
- Hagedorn, Wallaschek: Technische Mechanik, Band 4: Schwingungslehre. Europa-Lehrmittel, 2024, ISBN 978-3-8085-5681-8
- Hagedorn, Hochlehnert: Technische Schwingungslehre. Europa-Lehrmittel, 2014, ISBN 978-3-8085-5697-9
- Hagedorn, Spelsberg-Korspeter: Active and Passive Vibration Control of Structures. Springer, 2014, ISBN 978-3-7091-1820-7
- Hagedorn: Aufgabensammlung Technische Mechanik. Teubner, 1992, ISBN 978-3-519-13037-6
- Hagedorn et al.: Vibrations and Impedances of Rectangular Plates with Free Boundaries. Springer, 1986, ISBN 978-3-540-17043-3

Daneben verfasste Peter Hagedorn (auch gemeinsam mit anderen Wissenschaftlern) zahlreiche wissenschaftliche Artikel in Fachzeitschriften und anderen Publikationen.